# De regno et regali potestate
De regno et regali potestate (Du royaume et de la puissance royale) est un ouvrage polémique écrit en latin par le jurisconsulte catholique écossais William Barclay et publié à Paris en 1600.

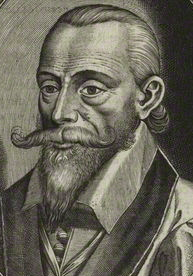
L'auteur, William Barclay

Il est surtout célèbre pour son titre complet : De regno et regali potestate, adversus Buchananum, Brutum, Boucherium et reliquos Monarchomachos, libri sex (Six livres du royaume et de la puissance royale, contre Buchanan, Brutus, Boucher et les autres monarchomaques). William Barclay est, en effet, à l'origine de l'adjectif substantivé monarchomaque, néologisme qui étymologiquement, signifie qui combat les monarques. Ce faisant, William Barclay souligne ce que les auteurs ainsi désignés ont de commun : le refus de l'exercice du pouvoir par un seul, refus qui se manifeste, chez eux, par l'affirmation de la souveraineté non partagée du peuple et par l'exigence de garanties institutionnelles et légales pour en assurer l'exercice.
Mais le titre complet de l'ouvrage distingue trois catégories : les monarchomaques écossais et anglais ; les calvinistes français ; les catholiques français de la sainte Ligue.
L'ouvrage, dédié au roi de France, Henri IV, est composé de six livres, précédés d'une préface.
Dans celle-ci, William Barclay définit les monarchomaques comme ceux qui Regna et Monarchias demoliri atque in Anarchias redigere conati sunt (qui s'efforcent de détruire les royaumes et les monarchies et de les réduire en anarchies).
Les deux premiers livres sont dirigés contre le De jure regni apud Scoto, dialogue fictif entre son auteur, George Buchanan, et Thomas Maitland ; les deux livres suivants, contre les Vindiciae contra tyrannos (Revendications contre les tyrans), pamphlet publié sous le nom de Stephanus Junius Brutus et attribué à Hubert Languet et Philippe Duplessis-Mornay ; les deux derniers livres, contre le De Justa Henrici III Abdicatione e Francorum Regno, traité de Jean Boucher, le séditieux docteur de la Sorbonne.